# Maianthemum trifolium
Maianthemum trifolium là một loài thực vật có hoa trong họ Măng tây. Loài này được (L.) Sloboda mô tả khoa học đầu tiên năm 1852.

## Hình ảnh

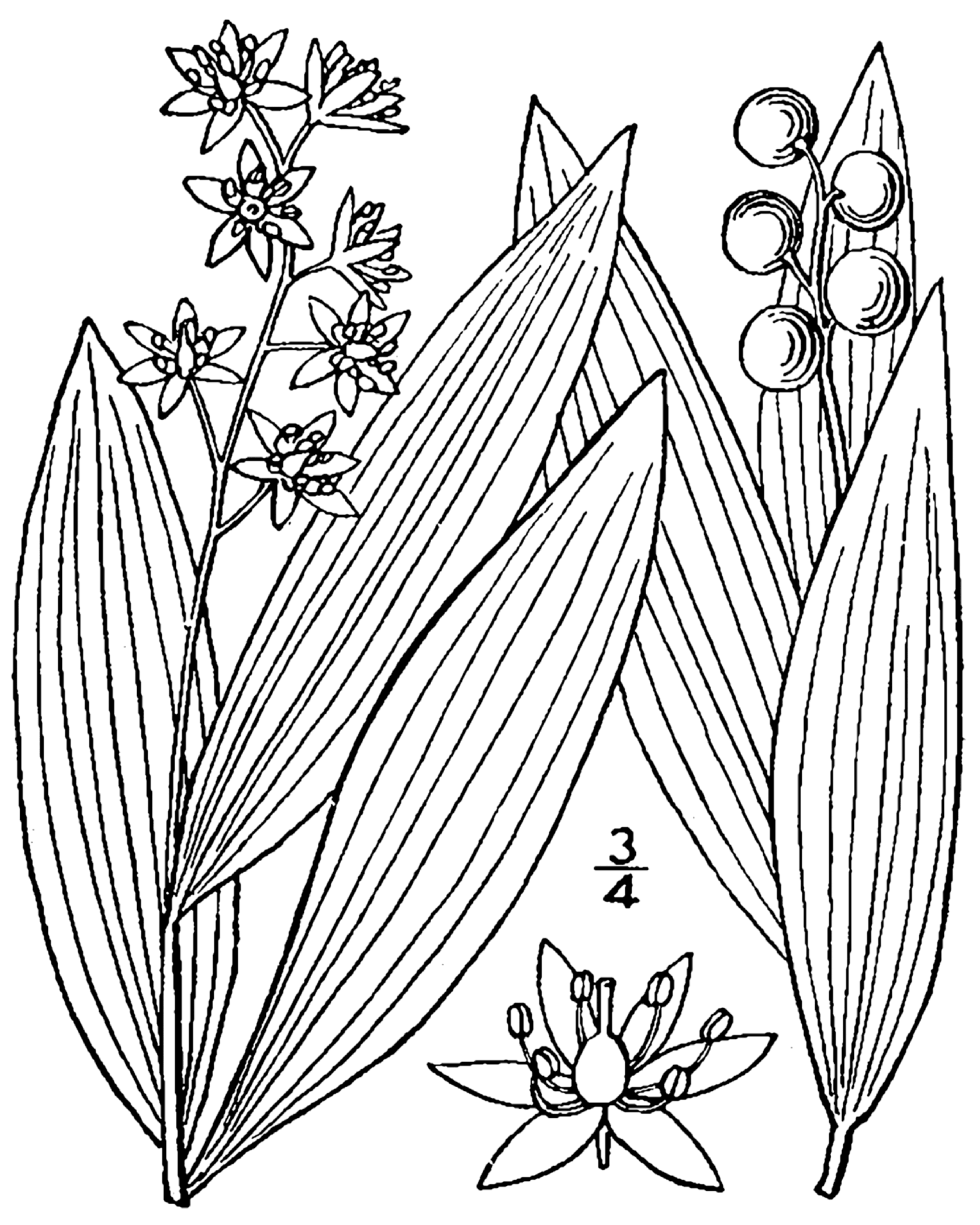